# Apostolisches Vikariat Benghazi

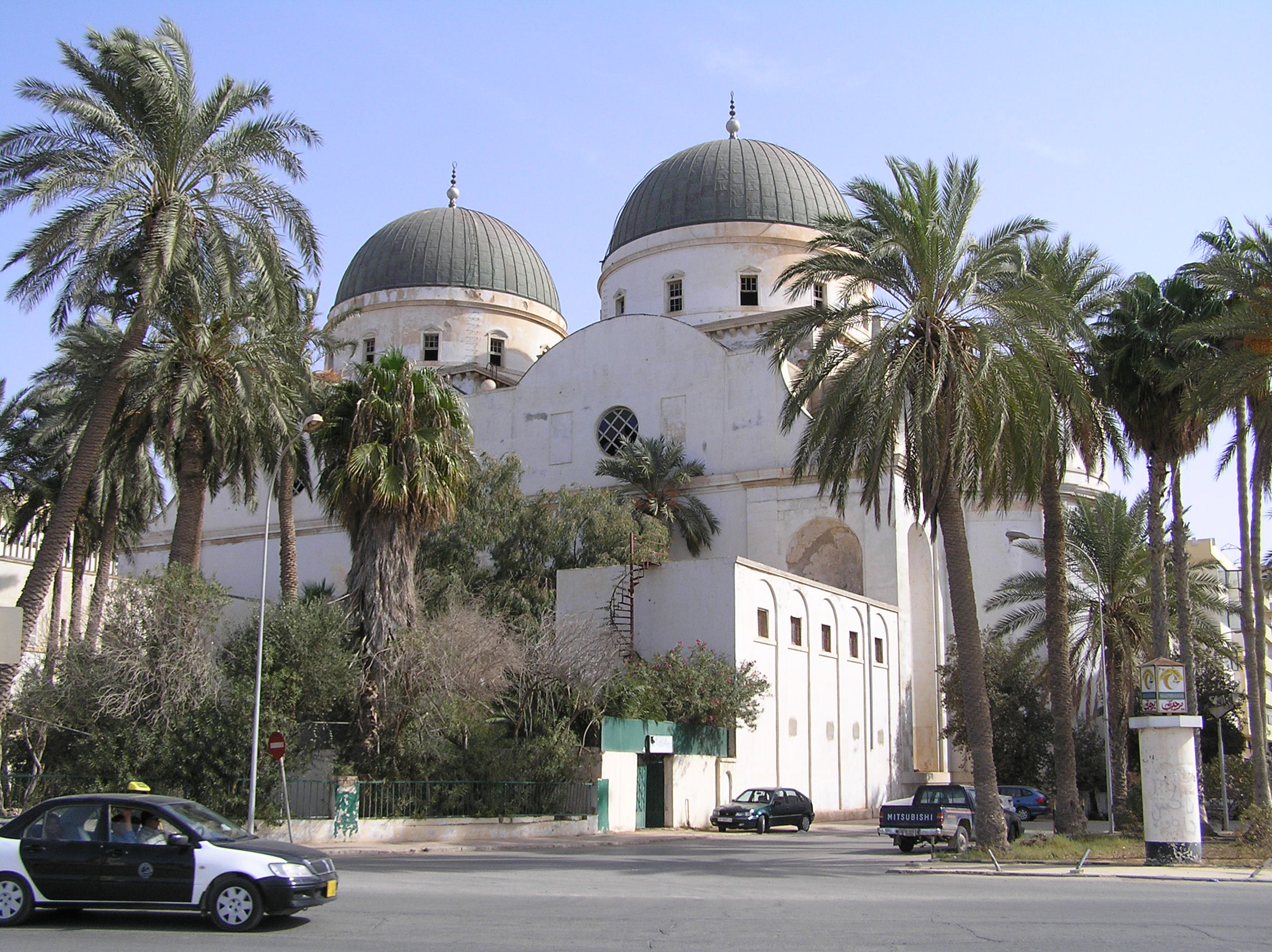
Kathedrale von Bengasi (2007)

Das Apostolische Vikariat Bengasi (lateinisch Apostolicus Vicariatus Berenicensis) ist ein in den Libyen gelegenes römisch-katholisches Apostolisches Vikariat mit Sitz in Bengasi.

## Überblick
Papst Pius XI. gründete das Apostolische Vikariat Cyrenaika am 3. Februar 1927 aus Gebietsabtretungen des Apostolischen Vikariates Tripolitana. Am 22. Juni 1939 verlor es einen Teil seines Territoriums an die Apostolische Präfektur Misurata und nahm gleichzeitig den heutigen Namen an.
Die 1939 geweihte Kathedrale von Bengasi ist heute verlassene und dem Verfall preisgegeben. Sie ist die drittgrößte Kathedrale Nordafrikas.
Derzeit ist nur eine einzige katholische Kirche geöffnet, nämlich die Kirche Unbefleckte Empfängnis Mariä (Maria Immacolata) in Bengasi. Die 1858 erbaute Kirche und seit 1877 genutzte Kirche wurde nach der September-Revolution 1969 enteignet und geschlossen. 1976 wurde die Kirche der katholischen Gemeinschaft von dem islamisch-christlichen Kongress in Tripolis geschenkt. 1997 wurde die Kirche wieder in Dienst gestellt, zeitgleich mit der Aufnahme diplomatischer Beziehungen zwischen Libyen und dem Heiligen Stuhl. Sie steht verschiedenen christlichen Konfessionen zur Verfügung, hauptsächlich katholischen Flüchtlingen aus Afrika, einschließlich einer Gruppe aus den Philippinen und anderer Gruppen aus Pakistan. Sie wird verwaltet von der franziskanischen Gemeinschaft (St. Paul the Apostle (Malta)).

## Ordinarien

### Apostolische Vikare von Cyrenaika
- Bernardino Vitale Bigi OFM (1927–1930)
- Candido Domenico Moro OFM (1931–1939)

### Apostolische Vikare von Bengasi
- Candido Domenico Moro OFM (1939–1951)
- Ernesto Aurelio Ghiglione OFM (1951–1964)
- Giustino Giulio Pastorino OFM (1965–1997)
- Sylvester Carmel Magro OFM (1997–2016)
- Sandro Overend Rigillo OFM (seit 2023)